# Dimitri Tiomkin
Dmitri Zinóvievitx Tiomkin (rus: Дмитрий Зиновьевич Тёмкин o Dmitró Zinòviovitx Tomkin ucraïnès: Дмитро Зиновійович Тьомкін) (Krementxuk, llavors Imperi Rus, actualment Ucraïna, 10 de maig de 1894 - Londres, 11 de novembre de 1979) fou un compositor estatunidenc d'origen ucraïnès. Tiomkin va rebre 22 nominacions als Oscars i va guanyar quatre Oscars per la seva música innovadora.

## Biografia
Va néixer a Krementxuk, a l'actual Ucraïna, el 10 de maig del 1894 en el si d'una família jueva, sota el domini de l'antiga Rússia tsarista. El seu pare fou Zinovy Tiomkin, un "patòleg distingit" i la seva mare, Marie Tartakovskaya; la seva mare era músic i que va ensenyar al jove Tiomkin a tocar el piano a una edat primerenca. La seva esperança era que el seu fill es convertís en pianista professional.
La família es traslladà quan ell era molt petit a Sant Petersburg. Allà, Tiomkin va formar-se al Conservatori de Sant Petersburg, on va estudiar piano amb Felix Blumenfeld, professor de Vladimir Horowitz, i harmonia i contrapunt amb Alexander Glazunov, mentor de Sergei Prokofiev i Dmitri Xostakóvitx. També tingué de professora Isabelle Vengerova.
Mentre vivia a Sant Petersburg va viure de pianista en nombroses pel·lícules russes mudes. Després de la revolució russa es traslladà a Berlín amb el seu pare, on seguí la seva carrera musical meteòrica. Anys més tard es trasllada a Nova York i finalment, després del crac del 29, a Hollywood. El seu nom no és potser tan conegut com la seva música i cançons. Entre d'altres es poden citar High Noon (la cançó de Sol davant el perill) o O.K. Corral (de Duel de titans).
Durant els anys de la Segona Guerra Mundial col·laborà posant música a una infinitat de documentals bèl·lics sobre el conflicte. En un dels Oscar que aconseguí, en el petit discurs que segueix la recollida del premi, va tenir unes paraules i agraïments a tots els seus col·laboradors: Mozart, Bach,... Fou nominat en quinze ocasions a l'Oscar, guanyant-lo tres cops per Sol davant el perill (1952), The High and the Mighty (1954) i El vell i la mar (1958).
Dimitri Tiomkin va morir en 1979 d'accident a Anglaterra. Està enterrat al Forest Lawn Memorial Park, a Glendale, Califòrnia.

## Principal filmografia
- The Casino Murder Case (1935)
- Horitzons perduts (Lost Horizon) (1937)
- Mr. Smith Goes to Washington (1939)
- The Corsican Brothers (1941)
- Shadow of a Doubt (1943)
- The Bridge of San Luis Rey (1944)
- Que bonic que és viure (It's a Wonderful Life) (1946)
- Duel in the Sun (1946)
- Nit eterna (The Long Night) (1947)
- Riu Vermell (Red River) (1948)
- Cyrano de Bergerac (1950)
- Estranys en un tren (Strangers on a Train) (1951)
- Sol davant el perill (High Noon) (1952)
- Jo confesso (I Confess) (1953)
- Crim perfecte (Dial M for Murder) (1954)
- The High and the Mighty (1954)
- Terra de faraons (Land of the Pharaohs) (1955)
- Gegant (Giant) (1956)
- La gran prova (Friendly Persuasion) (1956)
- Duel de titans (Gunfight at the O.K. Corral) (1957)
- Wild Is the Wind (1957)
- El vell i la mar (The Old Man and the Sea) (1958)
- Rio Bravo (1959)
- El Álamo (The Alamo) (1960)
- Town Without Pity (1961)
- Els canons de Navarone (The Guns of Navarone) (1961)
- Cinquanta-cinc dies a Pequín (55 Days at Peking) (1963)
- La caiguda de l'Imperi Romà (The Fall of the Roman Empire) (1964)
- El fabulós món del circ (Circus World) (1964)